# Platymorpha
Platymorpha es un género de insecto coleóptero de la familia Chrysomelidae.

## Especies
Las especies de este género son:
- Platymorpha centromaculata (Jacoby, 1888)
- Platymorpha homoia Blake, 1966
- Platymorpha smaragdipennis (Jacoby, 1879)
- Platymorpha variegata Jacoby, 1888